# Junna
Junna (japanisch 淳和天皇 Junna-tennō; * 786; † 8. Mai 840) war der 53. Tennō von Japan. Er war Prinz Ōtomo, der 3. Sohn des Kammu-tennō. Er folgte seinem Bruder Saga, regierte von 823 bis 833 und dankte dann zu Gunsten seines Neffen Nimmyō, einem Sohn Sagas, ab.